# Persoonia mollis
Persoonia mollis är en tvåhjärtbladig växtart. Persoonia mollis ingår i släktet Persoonia och familjen Proteaceae.

## Underarter
Arten delas in i följande underarter:
- P. m. budawangensis
- P. m. caleyi
- P. m. ledifolia
- P. m. leptophylla
- P. m. livens
- P. m. maxima
- P. m. mollis
- P. m. nectens
- P. m. revoluta